# 클라인 부분군
군론에서 클라인 부분군(Klein部分群, 영어: Kleinian subgroup)은 {\displaystyle \operatorname {PSL} (2;\mathbb {C} )}의 이산 부분군이다.

## 정의
복소수 계수 2차원 사영 선형군 {\displaystyle \operatorname {PSL} (2;\mathbb {C} )}를 생각하자. 이는 다음과 같이 여겨질 수 있다.
- 3차원 쌍곡 공간 {\displaystyle \mathbb {H} ^{3}}의 (방향을 보존하는) 등거리 변환의 군이다.
- 3차원 열린 공 {\displaystyle \mathbb {B} ^{3}\subseteq \mathbb {R} ^{3}}의 (방향을 보존하는) 등각 변환의 군이다.

{\displaystyle \operatorname {PSL} (2;\mathbb {C} )}의 부분군 {\displaystyle \Gamma \leq \operatorname {PSL} (2;\mathbb {C} )}이 다음 두 조건을 만족시킨다면, 클라인 부분군이라고 한다.
- 임의의 {\displaystyle x\in \mathbb {B} ^{3}}의 안정자군 {\displaystyle \{\gamma \in \Gamma \colon \gamma \cdot x=x\}}은 유한군이다.
- 임의의 {\displaystyle x\in \mathbb {B} ^{3}}의 궤도 {\displaystyle \Gamma \cdot \{x\}\subseteq \mathbb {B} ^{3}}는 ({\displaystyle \mathbb {B} ^{3}}의 부분 공간으로서) 이산 공간이다.

### 무한구
열린 공 {\displaystyle \mathbb {B} ^{3}}의 ({\displaystyle \mathbb {R} ^{3}} 속에서의) 폐포 {\displaystyle \operatorname {cl} (\mathbb {B} ^{3})}를 생각하자. {\displaystyle \operatorname {PSL} (2;\mathbb {C} )} 및 모든 클라인 부분군은 {\displaystyle \operatorname {cl} (\mathbb {B} ^{3})} 위에 자연스럽게 작용한다.
경계
{\displaystyle \mathbb {S} _{\infty }^{2}=\partial (\mathbb {B} ^{3})=\operatorname {cl} (\mathbb {B} ^{3})\setminus \mathbb {B} ^{3}}
를 무한구(영어: sphere at infinity)라고 한다. (이 구는 3차원 쌍곡 공간의 “무한”에 있는 것으로 여겨질 수 있다.) 클라인 부분군 {\displaystyle \Gamma }는 그 위에 작용한다. 임의의 점 {\displaystyle p\in \mathbb {S} _{\infty }^{2}}의 궤도
{\displaystyle \Gamma \cdot \{p\}\subseteq \mathbb {S} _{\infty }^{2}}
의 응집점의 집합을 {\displaystyle \Gamma }의 극한 집합(영어: limit set)이라고 한다.

## 성질
클라인 부분군 {\displaystyle \Gamma }이 주어졌다고 하자. 그 극한 집합 {\displaystyle \Lambda (\Gamma )\subseteq \mathbb {S} _{\infty }^{2}}을 생각하자. 만약 {\displaystyle \Gamma }가 {\displaystyle \operatorname {PSL} (2;\mathbb {C} )}의 유한 생성 부분군이라면,
{\displaystyle {\frac {\mathbb {S} _{\infty }^{2}\setminus \Lambda (\Gamma )}{\Gamma }}}
는 리만 곡면의 유한형 오비폴드이다.

## 역사
펠릭스 클라인과 앙리 푸앵카레가 1883년에 도입하였다. “클라인 부분군”(프랑스어: groupe kleinéen)이라는 이름은 앙리 푸앵카레가 같은 논문에서 사용하였다.

## 예
자명군은 자명하게 클라인 부분군이다.

### 비안키 군
양의 제곱 인수가 없는 정수 {\displaystyle d}에 대하여, 허수 이차 수체 {\displaystyle \mathbb {Q} ({\sqrt {-d}})}의 대수적 정수환 {\displaystyle {\mathcal {O}}_{\mathbb {Q} ({\sqrt {-d}})}}이 주어졌을 때,
{\displaystyle \operatorname {PSL} (2;{\mathcal {O}}_{\mathbb {Q} ({\sqrt {-d}})})}
는 클라인 부분군이다. 이러한 클라인 부분군을 비안키 군(영어: Bianchi group)이라고 한다.

### 쌍곡 다양체의 기본군
임의의 가향 쌍곡 3차원 다양체의 기본군은 클라인 부분군이다. 어떤 쌍곡 3차원 다양체 {\displaystyle M}의 기본군 {\displaystyle \pi _{1}(M)}이 클라인 부분군 {\displaystyle \Gamma \leq \operatorname {PSL} (2;\mathbb {C} )}과 (군으로서) 동형일 때, {\displaystyle M}은 {\displaystyle \mathbb {H} ^{3}/\Gamma }와 미분 동형이다. 이 경우, {\displaystyle \mathbb {H} ^{3}/\Gamma }를 {\displaystyle M}의 클라인 모형(영어: Kleinian model)이라고 한다.

## 참고 문헌
1. ↑  Bers, Lipman; Kra, Irwin, 편집. (1974), 《A crash course on Kleinian groups》, Lecture Notes in Mathematics 400, Berlin, New York: Springer-Verlag, doi:10.1007/BFb0065671, MR 0346152
2. ↑  Klein, Felix (1883). “Neue Beiträge zur Riemann’schen Functionentheorie”. 《Mathematische Annalen》 (독일어) 21 (2): 141–218. doi:10.1007/BF01442920. ISSN 0025-5831. JFM 15.0351.01.
3. ↑  Poincaré, Henri (1883). “Mémoire  sur Les groupes kleinéens”. 《Acta Mathematica》 (프랑스어) 3: 49–92. doi:10.1007/BF02422441. ISSN 0001-5962. JFM 15.0348.02.